# Возникший из дождя
«Возникший из дождя» (англ. Out Of The Rain) — американский художественный фильм 1991 года режиссёра Гари Виника.

## Сюжет
Фрэнк Рид возвращается в родной город, чтобы присутствовать на похоронах своего младшего брата Джимми, который покончил жизнь самоубийством. Пытаясь провести расследование он встречается с Джо, девушкой Джимми и родственницей городского шерифа и ему удаётся выяснить, что Джимми был замешан в дела наркоторговца Дрю. Судьба сталкивает Фрэнка с всемогущим шерифом Неффом, которого он подозревает в убийстве брата…

## В ролях
- Майкл О'Киф — Фрэнк Рид
- Джон Зейтц — Нэт Рид
- Ал Шаннон — Дрю Смит
- Крис Норрис — Стив
- Мэри Мара — Триша
- Бриджит Фонда — Джо
- Джон О'Киф — шериф Билл Нефф